# 西早稲田商店会
西早稲田商店会（にしわせだしょうてんかい）とは、東京都新宿区西早稲田1丁目、2丁目、3丁目などで営む商店の集まりである。

## 構成
西早稲田商店会は本体と地蔵部で構成されている。会長1名、副会長4名、会計監査2名、常任相談役1名、相談役1名、事業部8名